# Diva (Beyoncé)
Diva is een nummer van de Amerikaanse zangeres Beyoncé. Het nummer is de vierde Amerikaanse single die werd uitgebracht van haar derde soloalbum I Am... Sasha Fierce. In Europa werd het nummer niet geheel uitgebracht, wel werd de videoclip op diverse zenders uitgezonden en kwam het nummer op positie 73 in de Nederlandse Top 100 Als vervanging wordt hier Sweet Dreams uitgebracht.

## Achtergrondinformatie
Het nummer werd geschreven door Beyoncé zelf en Sean Garrett en het is geproduceerd door Bangladesh. In de Verenigde Staten werd het nummer gelijktijdig met Halo uitgebracht, net als Single Ladies (Put a Ring on It) als dubbele A-kant werd uitgebracht met If I Were a Boy. Ondanks het feit dat de videoclip airplay heeft gekregen op de Nederlandse muziekzenders, werd het nummer hier niet uitgebracht.
Het nummer heeft vele vergelijkingen met het nummer A Milli van Lil Wayne, verklaarbaar door het feit dat beide nummers door Bangladesh geproduceerd zijn. In een interview met MySpace gaf ze antwoord op de vraag waarom de nummers op elkaar leken. Zij legde uit dat zij met Diva een vrouwelijke tegenhanger wilde van A Milli en daarnaast als reactie op Lil Waynes Comfortable, dat op Beyoncés Irreplaceable lijkt. Diva is het eerste nummer met het stickertje "Explicit Content" erop.

## Tracklist

### Promo-cd
1. "Diva" (Clean) - 3:20
2. "Diva" (Dirty) - 3:20
3. "Diva" (Instrumental) - 3:20

### Diva The Remixes (Digital Remix EP)[2]
1. "Diva (Maurice Joshua Extended Mojo Remix)" - 6:53
2. "Diva (Mr. Mig Extended Club Remix)" - 7:09
3. "Diva (Karmatronic Club Remix)" - 5:08
4. "Diva (DJ Escape & Tony Coluccio Club)" - 6:45
5. "Diva (Gomi / RasJek Club Mix)" - 7:27
6. "Diva (Redtop Club Mix)" - 6:34
7. "Diva (Jeff Barringer Us. Fingaz Extended Remix)" - 7:33